# Ikoma Chikamasa
Ikoma Chikamasa (生駒 親正?; 1526 – 25 marzo 1603) fu un daimyō giapponese dei periodi Sengoku ed Edo appartenente al clan Ikoma. Chikamasa fu nominato come uno dei tre chūrō (arbitri) da Toyotomi Hideyoshi.

## Biografia
Suo padre fu Ikoma Chikashige. Nel 1566 divenne un servitore di Oda Nobunaga quando attaccò la provincia di Mino. Lavorò sotto Hashiba Hideyoshi (Toyotomi Hideyoshi) da allora in poi, e partecipò a numerose battaglie quali Nagashino, Ishiyama Hongan-ji e la battaglia contro i Saika nella provincia di Kii. Nel 1582 servì Hideyoshi dopo la morte di Nobunaga e fu attivo in diverse battaglie come la battaglia di Yamazaki, la battaglia di Shizugatake, l'assedio di Odawara e la battaglia di Bunroku in Corea. Per il suo comportamento gli furono donate terre nella provincia di Sanuki che producevano 171.800 koku di riso. Negli ultimi anni di Hideyoshi a Chikamasa, Nakamura Kazuuji e Horio Yoshiharu venne assegnata la carica di chūrō.
Nel 1600, durante la battaglia di Sekigahara, Chikamasa si un'alle forze di Ishida Mitsunari mentre suo figlio Ikoma Kazumasa a quelle di Tokugawa Ieyasu. Chikamasa rimase a Sanuki e mandò i suoi servitori al posto suo per attaccare il castello di Tanabe nella provincia di Tango. Scelse questa strategia per preservare il clan Ikoma indipendentemente da quale parte prevalesse. Poiché Kazumasa combatté nelle forze di Ieyasu, Ieyasu permise a Chikamasa di governare il suo dominio dopo la battaglia, ma Chikamasa si assunse la responsabilità di aver combattuto dalla parte perdente e trasferì la guida del clan a Kazumasa. Divenne sacerdote e si ritirò sul Monte Kōya. Gli fu presto permesso di tornare nella provincia di Sanuki. Nel 1603 morì nel castello di Takamatsu.